# 海文堂書店
海文堂書店（かいぶんどうしょてん）は、兵庫県神戸市中央区元町通3丁目5番10号（元町商店街）にあった書店。海事書の品揃えは日本一を誇った。書籍の売り上げ不振のため2013年9月30日に営業を終了した。

## 沿革
1914年（大正3年）、船舶や港湾など海事関連書籍専門の書店として開業。1970年代には品揃えを拡充し、総合書店となる。海事書のみならず、児童書や社会・人文科学書、郷土史も充実させた。かつては木造2階建てであったが1976年に100坪に改築、1981年には全面改築し、250坪に増床した。
1995年1月17日に発生した阪神・淡路大震災では店内に15万冊の書籍が散乱したが、市内の書店ではいち早く8日後に営業を再開した。
2010年12月には店内に古書店4店舗を誘致し、「元町・古書波止場」を開設したが、2000年代以降のオンライン書店や新古書店の伸びなどにより、売上はピークの1996年の6割程度まで落ち込んだ。このため、創業100周年目前の2013年9月30日に書店の営業を終了した。。東京に本社を置く海文堂出版による、海事書の出版事業は継続する。
店舗跡にはドラッグストア「ココカラファイン神戸元町店」が入居している。

## 文化活動
神戸の郷土史を集めた「神戸の本棚」コーナーや、2003年7月創刊のフリーペーパー「海会」、雑誌「ほんまに」を通じ、神戸の活字文化の拠点を担った。高度経済成長期には、神戸港に停泊する船舶の船員が、海事書や船内での娯楽用の雑誌を求めにしばしば制服のまま訪れた。
1978年には「海文堂ギャラリー」を開設し、さまざまな一級の芸術品を展示した。これは2000年から社外の「ギャラリー島田」（神戸北野）に受け継がれた。1991年には若い芸術家を支援する「亀井純子文化基金」を創設。阪神・淡路大震災後は「アート・エイド・神戸」を立ち上げ、神戸の芸術復興を支援した。これらの活動が評価され、1996年には企業メセナ協議会より「メセナ奨励賞」を贈られた。2011年の東日本大震災後には、東北の出版社の書籍を重点的に販売するなど独自の支援を行った。

## ブックカバー
1981年より使われているブックカバーは帆船をデザインしたもので、一度は新デザインに改めたが、客からの相次ぐ要望により1週間で元のデザインに戻したことがあった。2005年には書籍愛好家で結成された書皮友好協会により、優れたブックカバーを選定する「書皮大賞」に選ばれた。